# 옌정궈
옌정궈(중국어 정체자: 顏正國, 병음: Yán Zhènggúo, 한자음: 안정국, 1974년 10월 10일 ~)는 대만의 배우, 감독이자 서예교사이다.

## 방송
- 공작어

## 영화
- 원향인
- 호소자
- 각두